# Amnesia infantile

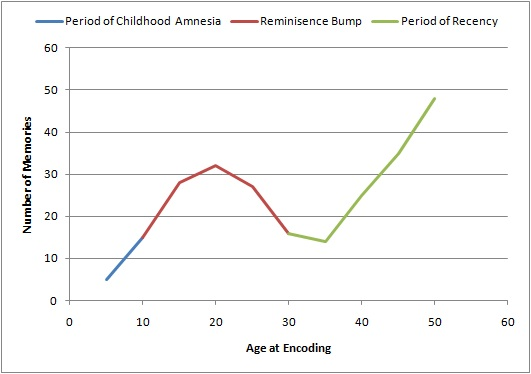
Curva del ricordo episodico nell'arco della vita. L'amnesia infantile è contrassegnata dal colore blu.

L'amnesia infantile è l'incapacità degli adulti di recuperare ricordi episodici (ricordi di situazioni o eventi) prima dei due o quattro anni, così come dal periodo prima dei dieci anni, di cui gli adulti conservano meno ricordi di quanto ci si potrebbe aspettare dato il passare del tempo.
Alcune ricerche hanno dimostrato che i bambini possono ricordare eventi risalenti all'età di un anno, ma che questi ricordi diminuiscono man mano che i bambini crescono. La maggior parte degli psicologi differisce nel definire la fine dell'amnesia infantile. Alcuni la definiscono come l'età da cui è possibile recuperare la prima memoria. Questa è di solito tra i tre e i quattro anni, ma può variare da due a otto anni.
I cambiamenti nella codifica, memorizzazione e recupero dei ricordi durante la prima infanzia sono tutti fattori importanti quando si considera l'amnesia infantile. L'amnesia infantile è particolarmente importante da considerare riguardo alle false memorie e allo sviluppo del cervello nei primi anni. Anche lo sviluppo di un sé cognitivo è un fattore importante, che potrebbe avere un effetto sulla codifica e memorizzazione dei primi ricordi.
Sono state proposte diverse spiegazioni sul fenomeno dell'amnesia infantile, alcune di tipo psicodinamico (la teoria del trauma di Freud), altre di tipo neurologico o cognitivo.

## Storia
L'amnesia infantile fu formalmente descritta per la prima volta dalla psicologa Caroline Miles nell'articolo A study of individual psychology, nel 1893 sul Journal of Psychology. Cinque anni dopo, Henri e Henri pubblicarono un sondaggio che mostrava che i primi ricordi di molti intervistati si verificavano dall'età di due ai quattro anni. Nel 1904 G. Stanley Hall notò il fenomeno nel libro Adolescence: Its Psychology and Its Relations to Physiology, Anthropology, Sociology, Sex, Crime, Religion and Education. Nel 1910, Sigmund Freud offrì una delle descrizioni e delle spiegazioni più famose e controverse dell'amnesia infantile. Usando la teoria psicoanalitica, postulò che i primi eventi della vita vengono repressi a causa della loro natura sessuale inappropriata. Asserì che l'amnesia infantile era un precursore dell' "amnesia isterica", o della repressione presentata dai suoi pazienti adulti. Freud chiese ai suoi pazienti di rievocare i loro ricordi più antichi e scoprì che essi avevano difficoltà a ricordare eventi precedenti all'età tra i sei e gli otto anni. Freud coniò il termine "amnesia infantile" e discusse questo fenomeno nei suoi Tre saggi sulla teoria sessuale. Nel 1972, Campbell e Spear pubblicarono una recensione sull'amnesia infantile in Psychological Sciences, ricapitolando la ricerca condotta per comprendere questo argomento da prospettive neurologiche e comportamentali in modelli sia umani che animali.

## Metodi di rievocazione
Il metodo di rievocazione dalla memoria può influenzare ciò che può essere ricordato In particolare, se a un individuo viene richiesto di ricordare un evento specifico, se vengono fornite linee guida più generali o se gli viene richiesto di richiamare memoria il più alto numero di ricordi possibile, il metodo può generare risultati diversi.

### Rievocazione guidata
Molti studi usano la rievocazione guidata per richiamare i ricordi. Nella sua forma base, lo sperimentatore dice al partecipante una parola, e il partecipante risponde con la prima memoria che gli viene in mente in associazione a quella parola. Questo metodo ha generalmente stimato l'età della fine dell'amnesia infantile a circa 3-5 anni, ma può variare. Tuttavia, ci sono diverse obiezioni al metodo guidato. Viene registrata una memoria per ogni parola suggerita ai partecipanti, quindi può essere difficile sapere se questa memoria è la loro prima memoria o la prima memoria che gli è venuta in mente. Potrebbe essere un problema se ai partecipanti non viene chiesto di registrare la memoria più antica che possono ricordare che si riferisce allo stimolo. Se lo sperimentatore chiede al partecipante di utilizzare in modo specifico i ricordi dell'infanzia o i primi ricordi associati alla parola stimolo, la stima dell'età può essere tra due e otto anni. Anche con questa misura, la rievocazione guidata è utile solo per richiamare alla memoria i ricordi formati diversi mesi dopo l'introduzione di quella parola nel vocabolario del partecipante. Uno studio condotto da Bauer e Larkina (2013) ha utilizzato la rievocazione guidata chiedendo a bambini e adulti di indicare una memoria personale relativa alla parola e quindi di dichiarare la prima volta che si è verificata. I ricercatori hanno scoperto che i bambini più piccoli hanno bisogno di più suggerimenti. Tuttavia, sia per i bambini che per gli adulti, il primo recupero di memoria risaliva a circa tre anni.

### Rievocazione libera
La rievocazione libera si riferisce allo specifico paradigma nello studio psicologico della memoria in cui i partecipanti studiano una lista di elementi, e viene quindi richiesto loro di richiamare gli elementi in qualsiasi ordine.
Per quanto riguarda l'amnesia infantile, la rievocazione libera è il processo mediante il quale gli sperimentatori chiedono agli individui la loro prima memoria e permettono al partecipante di rispondere liberamente. Non vi è alcuna differenza significativa quando le persone sono istruite a ricordare i loro primi ricordi con la rievocazione guidata rispetto alla rievocazione libera; tuttavia, si ritiene che un importante vantaggio del richiamo libero sia che ogni domanda riceve una risposta che può a sua volta suscitare ricordi di un'età precedente.

### Rievocazione esaustiva
Nel metodo esaustivo, i partecipanti sono invitati a registrare tutti i ricordi a cui possono accedere prima di un'età specifica. Questo metodo, come il richiamo libero, si basa sui partecipanti per creare ricordi senza spunti. Il richiamo esaustivo offre una comprensione migliore di altri sulla quantità di ricordi che sopravvivono fin dalla prima infanzia, ma può essere impegnativo per i soggetti che spesso devono passare molte ore a cercare di ricordare gli eventi della loro infanzia. Non sono state comunque trovate importanti differenze, rispetto all'età dei primi ricordi, qualunque sia il metodo di indagine utilizzato.

## Accessibilità e disponibilità
La quantità di ricordi della prima infanzia che una persona può ricordare dipende da molti fattori, tra cui l'emozione associata all'evento, l'età al momento dell'evento ricordato e l'età nel momento in cui viene chiesto di ricordare una memoria precoce. Sebbene le persone suppongano che non ricordare una memoria infantile significa aver dimenticato l'evento, c'è una differenza tra disponibilità e accessibilità. La disponibilità di una memoria è l'idea che la memoria sia intatta e che si trovi immagazzinata nella memoria. L'accessibilità di una memoria è dettata dal momento nel tempo in cui una persona tenta di richiamare quella memoria. Pertanto, il giusto stimolo può influenzare quali memorie sono accessibili in qualsiasi momento, e potrebbero esserci molte memorie disponibili a cui non si accede. Le ricerche suggeriscono che le prime memorie delle persone risalgono all'età di 3 o 4 anni. Usher e Neisser hanno riferito che alcuni eventi, come la nascita di un fratello e un ricovero in ospedale, possono essere facilmente ricordati anche se si sono verificati all'età di 2 anni. Tuttavia, i frammenti di quei ricordi che erano ottenuti nella loro ricerca potrebbero non essere indicativi di autentica memoria episodica. Un'ipotesi alternativa è che questi ricordi apparenti siano il risultato di ipotesi plausibili, di una conoscenza generale di ciò che deve essere stato, o di informazioni esterne acquisite dopo i 2 anni.
Secondo uno studio di West e Bauer, i ricordi più antichi hanno meno contenuto emotivo rispetto ai ricordi successivi, sono meno significativi, unici e intensi, e non sembrano differire per prospettiva. Tuttavia, alcuni eventi della vita possono causare ricordi precedenti e più vividi rispetto ad altri. Gli adulti trovano più facile ricordare eventi personali, piuttosto che pubblici, dalla prima infanzia. Ciò significa che una persona potrebbe ricordare di avere avuto un cane, ma non il passaggio della cometa di Halley. Ad oggi, le stime sui primi ricordi variano tra 2 e 6-8 anni, e alcune ricerche mostrano che la fine dell'amnesia infantile è di 2 anni per un'ospitalizzazione o per la nascita di un fratello e di 3 anni per un decesso o un trasloco. Pertanto, alcuni ricordi potrebbero essere disponibili da prima di quanto suggerito da precedenti ricerche.
Alcune ricerche suggeriscono che fino all'età di 4 anni, i bambini non possono creare ricordi ricchi di contesto. Sebbene siano necessarie ulteriori prove, la relativa mancanza di ricordi episodici della prima infanzia può essere legata alla maturazione della corteccia prefrontale. La ricerca suggerisce anche che gli adulti possano accedere a memorie di frammenti (momenti isolati senza contesto, spesso ricordati come immagini, comportamenti o emozioni) da circa 3 anni, mentre i ricordi di eventi vengono solitamente richiamati poco dopo. I ricordi generali passano a ricordi più personali a circa 4,7 anni.

## Memorie che sbiadiscono
I bambini possono creare ricordi in età più giovane di quanto possano ricordare gli adulti. Mentre l'efficienza dei processi di codifica e memorizzazione consente ai bambini più grandi di ricordare di più, anche i bambini più piccoli hanno una grande capacità di memoria. I bambini possono ricordare le sequenze delle azioni, gli oggetti usati per produrle e l'ordine in cui le azioni si svolgono, suggerendo che possiedono i precursori necessari per la memoria autobiografica. Il richiamo dei bambini è accurato al 50% per eventi accaduti prima dei due anni, mentre gli adulti non ricordano quasi nulla prima di quell'età. All'età di due anni, i bambini possono recuperare i ricordi dopo diverse settimane, indicando che questi ricordi potrebbero diventare relativamente duraturi e potrebbero spiegare perché alcune persone hanno ricordi da così giovani. I bambini mostrano anche la capacità di richiamare non verbalmente eventi accaduti prima di possedere il vocabolario per descriverli, mentre gli adulti no. Risultati come questi hanno spinto la ricerca su quando e perché le persone perdono questi ricordi precedentemente accessibili.
Alcuni suggeriscono che quando i bambini crescono, perdono la capacità di ricordare i ricordi preverbali. Una spiegazione di questo sostiene che dopo lo sviluppo delle abilità linguistiche, i ricordi che non sono stati codificati verbalmente si perdono. Questa teoria spiega anche perché i primi ricordi di molte persone sono frammentati - i componenti non verbali sono andati perduti. Tuttavia, risultati contrari indicano che i bambini di età elementare ricordano una quantità maggiore di dettagli accurati sugli eventi rispetto a quanto riportato in età più giovane e che i bambini di 6-9 anni tendono ad avere ricordi verbalmente accessibili fin dalla prima infanzia. Tuttavia, la ricerca su modelli animali sembra indicare che l'amnesia infantile non è dovuta solo allo sviluppo della lingua o di qualsiasi altra facoltà esclusivamente umana.
Questa maggiore capacità per i bambini di ricordare i loro primi anni non inizia a svanire fino a quando i bambini raggiungono la pubertà. All'età di undici anni, i bambini mostrano livelli di amnesia infantile comparabile a quella dei giovani adulti. [31] Questi risultati potrebbero indicare che esiste qualche aspetto del cervello dell'adolescente, o dei processi neurobiologici dell'adolescenza, che induce lo sviluppo dell'amnesia infantile.

## Modelli animali
Il fenomeno dell'amnesia infantile non è specifico per gli esseri umani. Inizialmente, il fenomeno è stato studiato su modelli di ratto e si è scoperto che i ratti più giovani dimenticano una risposta di evitamento condizionato associato a uno shock più velocemente rispetto ai ratti più anziani. Questi risultati sono stati replicati anche in un certo numero di specie diverse con diversi paradigmi di apprendimento. L'importanza della ricerca sul modello animale non dovrebbe essere sottovalutata, in quanto questi studi hanno fornito informazioni neurobiologiche sull'amnesia infantile e sarebbero impossibili da condurre eticamente sugli esseri umani.
Poiché l'amnesia infantile è stata osservata negli animali, il fenomeno non può essere spiegato solo dai processi cognitivi specifici per l'uomo, come il linguaggio o la comprensione di sé. Naturalmente, una delle principali critiche ai modelli animali è che lo sviluppo e la cognizione negli animali e negli umani sono nettamente differenti. I ricercatori hanno cercato di affrontare questo problema creando modelli dello sviluppo degli animali basate sui cambiamenti nelle abilità di apprendimento e memoria, sullo sviluppo del cervello e sugli ormoni.

## Interpretazioni

### Psicodinamica
La teoria sullo sviluppo psicosessuale di Sigmund Freud stabilisce che i tratti della personalità derivano dalla libido che si sviluppa dalle esperienze della prima infanzia. La teoria del trauma di Freud, originariamente chiamata "teoria della seduzione", sostiene che l'amnesia infantile sia il risultato del tentativo della mente di reprimere i ricordi di eventi traumatici (abusi sessuali da parte dei caregiver) che si verificano nello sviluppo psicosessuale di ogni bambino. Ciò presumibilmente porterà alla repressione della maggior parte dei ricordi dei primi anni di vita quando i bambini erano presumibilmente ossessionati dall'esplorare la loro sessualità. È tuttavia degno di nota che lo stesso Freud abbandonò questa teoria alla fine del 1800. La teoria freudiana, compresa la sua spiegazione per l'amnesia infantile, è stata criticata per l'uso estensivo di prove aneddotiche piuttosto che per la ricerca scientifica, e per le sue osservazioni che consentono interpretazioni multiple.
Nonostante la teoria psicosessuale freudiana sia ampiamente discussa, sono possibili alcune riflessioni sull'effetto dell'abuso emotivo infantile sulla memoria. Esaminando gli effetti del trauma emotivo e dell'amnesia infantile, è dimostrato che le esperienze stressanti interrompono di fatto la memoria e possono danneggiare le parti centrali del sistema di memoria come l'ippocampo e l'amigdala. Gli adulti che sono stati abusati o traumatizzati durante l'infanzia formano i loro primi ricordi circa 2-3 anni dopo la popolazione generale. Inoltre, essi dimostrano notevoli problemi con la memorizzazione e il recupero della memoria visiva, pittorica e facciale rispetto a individui non traumatizzati. Ciò implica che il trauma può interrompere la formazione dei ricordi della prima infanzia.

### Neurologica
Una possibile spiegazione per l'amnesia infantile è la mancanza di sviluppo neurologico del cervello infantile, che impedisce la creazione di ricordi a lungo termine o autobiografici. L'ippocampo e la corteccia prefrontale, due strutture chiave nella neuroanatomia della memoria, non si sviluppano in strutture mature fino all'età di tre o quattro anni. Queste strutture sono note per essere associate alla formazione di memorie autobiografiche.
L'approccio fisiologico sembra supportare le scoperte sulla perdita di memoria in relazione agli amnesici e ad altri che hanno subito danni all'ippocampo: essi non possono archiviare o ricordare in modo efficiente i ricordi degli eventi passati, ma esibiscono ancora abilità percettive e cognitive e sono ancora in grado di apprendere nuove informazioni. Lo sviluppo del lobo temporale mediale (MTL), che contiene l'ippocampo, ha dimostrato di avere un impatto specifico sulla capacità di codificare e conservare i ricordi fin dalla prima infanzia.
Mentre la spiegazione neurologica spiega i vuoti nei ricordi dei bambini piccoli, non fornisce una spiegazione completa per l'amnesia infantile, perché non tiene conto del periodo successivo ai quattro anni. Inoltre, non affronta il dato che i bambini stessi non mostrano amnesia infantile: I bambini di età compresa tra i due ei tre anni sono in grado di ricordare cose accadute quando avevano solo uno o due anni.. La scoperta che i bambini di tre anni possono recuperare i ricordi precedenti nella loro vita, implica che tutte le necessarie strutture neurologiche sono funzionanti.
Ci sono, tuttavia, ragioni per credere che le diverse associazioni all'interno degli emisferi cerebrali abbiano un effetto sul ricordo degli eventi di un periodo molto precoce nella vita di una persona. La preferenza manuale mista (persone che hanno una mano dominante diversa per compiti diversi) e i movimenti oculari saccadici bilaterali, sono stati associati a una precedente fine dell'amnesia infantile, portando alla conclusione che le interazioni tra i due emisferi sono correlate con l'aumento della memoria per gli eventi della prima infanzia.

### Neurobiologica
La ricerca sui substrati neurali dell'amnesia infantile, utilizzando modelli animali, ha trovato che l'importante neurotrasmettitore inibitorio acido gamma-ammino butirrico (GABA) può essere coinvolto nella regolazione del recupero delle memorie infantili negli adulti. L'attività del GABA è nota per essere più elevata nello sviluppo della prima infanzia di quanto non lo sia nell'età adulta, non solo negli animali ma anche negli esseri umani. I ricercatori hanno ipotizzato che l'aumento dell'attività di GABA nello sviluppo ha un effetto sul recupero della memoria più avanti nella vita. Studi precedenti hanno dimostrato che il GABA aiuta a dimenticare i ricordi della paura durante l'infanzia e che può essere un meccanismo generale per regolare il recupero della memoria infantile. Questo può anche essere visto negli umani. Le benzodiazepine sono una classe di farmaci psichiatrici che aumentano l'espressione di GABA e sono noti per produrre amnesia anterograda, ovvero un'incapacità di codificare i ricordi dopo l'assunzione del farmaco. I soggetti che assumono benzodiazepine sono risultati peggiori nelle attività di apprendimento e di memoria rispetto ai soggetti di controllo.
Un tempo si supponeva che la neurogenesi, o la continua produzione di neuroni, terminasse dopo lo sviluppo. Tuttavia, recenti scoperte hanno dimostrato che ci sono alti livelli di neurogenesi nell'ippocampo nella prima infanzia che si riducono nell'età adulta, sebbene la neurogenesi continui a persistere lentamente. Poiché l'ippocampo è noto per essere vitale per i processi di memoria, ci sono ovvie implicazioni per l'amnesia infantile. La ricerca sugli animali ha dimostrato che l'età di maggiore neurogenesi è nel periodo di sviluppo, in cui è meno probabile che si formino ricordi persistenti. È stato proposto che la neurogenesi dell'ippocampo degradi le memorie esistenti. Ciò potrebbe essere dovuto alla crescente competizione tra i neuroni nuovi ed esistenti, seguita dalla sostituzione delle sinapsi in circuiti di memoria preesistenti. Questa teoria è stata supportata in modelli murini in cui l'aumento dei livelli di neurogenesi aumentava anche l'oblio. Inoltre, la diminuzione della neurogenesi dopo la nuova formazione di memoria ha comportato una diminuzione dell'oblio.

### Evolutiva
Lo sviluppo di un sé cognitivo è considerato avere un forte effetto sulla codifica e memorizzazione dei primi ricordi. Quando i bambini crescono, un senso evolutivo del sé comincia ad emergere quando si rendono conto di essere una persona con caratteristiche uniche e definitive e avere pensieri e sentimenti individuali separati dagli altri. Man mano che acquisiscono un senso di sé, possono iniziare a organizzare esperienze autobiografiche e conservare i ricordi degli eventi passati. Questo è anche conosciuto come lo sviluppo di una teoria della mente che si riferisce alla scoperta del bambino di avere credenze, conoscenze e pensieri a cui nessun altro ha accesso.
La spiegazione evolutiva afferma che i bambini hanno un buon concetto di informazione semantica, ma mancano dei processi di recupero necessari per collegare eventi episodici passati e presenti per creare un sé autobiografico. I bambini piccoli non sembrano avere il senso di un sé continuo nel tempo fino a quando non sviluppano la consapevolezza di se stessi come un individuo umano. Alcune ricerche suggeriscono che questa consapevolezza si formi intorno ai 4 o 5 anni, poiché i bambini in questo periodo di tempo possono comprendere che i recenti eventi passati influenzano il presente, mentre i bambini di 3 anni sembrano ancora incapaci di afferrare questo concetto.

### Linguistica
Lo sviluppo incompleto del linguaggio nei bambini piccoli è ritenuto un'altra causa critica dell'amnesia infantile, poiché i bambini non hanno ancora la capacità linguistica necessaria per codificare i ricordi autobiografici. Il tipico andamento dello sviluppo del linguaggio sembra supportare questa teoria. Sembra esserci una correlazione diretta tra lo sviluppo del linguaggio nei bambini e la prima età in cui possiamo ottenere ricordi d'infanzia (intorno ai 3-4 anni). Le prestazioni su compiti di memoria sia verbale che non verbale mostrano che i bambini con abilità linguistiche più avanzate possono riferire di più durante un colloquio verbale ed esibire una memoria non verbale superiore rispetto ai bambini con competenze linguistiche meno avanzate. Se i bambini non hanno padronanza della lingua, non sono in grado di descrivere i ricordi fin dall'infanzia perché non hanno le parole e le conoscenze per spiegarli. Adulti e bambini possono spesso ricordare gli eventi di circa tre o quattro anni, che coincide con un periodo di rapido sviluppo del linguaggio. Prima che il linguaggio si sviluppi, i bambini spesso conservano solo ricordi preverbali e possono usare simboli per rappresentarli. Pertanto, una volta che la lingua è sviluppata, è possibile descrivere attivamente i propri ricordi con le parole. Il contesto in cui ci si trova quando codificano o recuperano i ricordi è diverso per adulti e bambini perché la lingua non è presente durante l'infanzia.
La lingua consente ai bambini di organizzare esperienze personali passate e presenti e condividere questi ricordi con gli altri. Questo dialogo rende i bambini consapevoli del loro passato personale e li incoraggia a pensare al loro sé cognitivo e a come le attività passate li abbiano influenzati nel presente. Diversi studi hanno dimostrato che la semplice discussione di eventi con i bambini in generale potrebbe portare a ricordi più facilmente recuperabili. La ricerca suggerisce anche che il grado in cui un bambino discute di eventi con gli adulti dà forma al ricordo autobiografico. La memoria autobiografica inizia ad emergere mentre i genitori si impegnano in una conversazione di memoria con i loro figli e li incoraggiano a riflettere sul perché un determinato evento sia accaduto. La conversazione sulla memoria consente ai bambini di sviluppare sistemi di memoria per classificare eventi generici o unici.
La prospettiva dello sviluppo culturale sociale afferma che sia la lingua che la cultura svolgono un ruolo nello sviluppo della memoria autobiografica di un bambino. Un aspetto importante di questa teoria considera la differenza tra i genitori che discutono a lungo dei ricordi con i loro figli in uno stile elaborativo e quelli che non lo fanno. I figli di genitori che discutono di ricordi con loro in uno stile elaborato riportano un numero maggiore di ricordi e ricordi più dettagliati rispetto ai bambini che non discutono i loro ricordi.

## Implicazioni

### Personalità
I primi ricordi degli individui riflettono in modo significativo i tratti della loro personalità. Le persone che rivelano una memoria infantile più dettagliata hanno maggiori probabilità di essere aperte nelle loro vite quotidiane e di rivelare informazioni personali agli altri. L'amnesia infantile ha anche implicazioni per la teoria dell'attaccamento. La Adult Attachment Interview, uno strumento clinico sviluppato per valutare gli stili di attaccamento nell'adulto, fa largo uso del racconto dei ricordi della prima infanzia, ed è probabile che chi è in grado di fornire un racconto più accurato dei suoi primi ricordi, abbia anche un attaccamento più sicuro e una più precoce capacità di mentalizzazione.

### Traumi
Anche quando gli eventi dell'infanzia non vengono ricordati consapevolmente, possono essere ricordati implicitamente. Gli esseri umani possono essere addestrati con la tecnica del priming, per ricordare in modo implicito, prima di poter essere in grado di ricordare fatti o eventi autobiografici. Questo è molto importante in termini di trauma emotivo. Gli adulti possono generalmente ricordare eventi dai 3-4 anni, e hanno memorie principalmente esperienziali che iniziano intorno ai 4 anni e mezzo. Tuttavia, è stato suggerito che gli adulti che hanno avuto un'infanzia traumatica e caratterizzata da abusi riportano una fine dell'amnesia infantile intorno ai 5-7 anni. È stato suggerito che ciò è dovuto al fatto che le esperienze stressanti possono danneggiare i centri di memoria e forse rendere più difficile la formazione di ricordi. Ciò, unito al fatto che il priming può verificarsi in età più giovane, potrebbe indicare che i bambini in situazioni di abuso hanno connessioni di memoria implicita che si sono formate in risposta all'abuso. Se questi ricordi "repressi" possano influenzare o meno gli individui, è una questione di considerevole dibattito in psicologia.

### Falsi ricordi
Pochissimi adulti hanno ricordi di prima di 2 anni e mezzo. Coloro che riferiscono i ricordi di prima di questa età di solito non sono in grado di distinguere tra la memoria personale dell'evento e la semplice conoscenza di essa, che potrebbe provenire da altre fonti. Gli eventi risalenti a un'età superiore ai 10 anni sono relativamente facili da ricordare correttamente, mentre i ricordi a partire dai 2 anni sono più spesso confusi con immagini e ricordi falsi. I ricordi della prima infanzia sono suscettibili di falsi suggerimenti, rendendoli meno affidabili. Questi dovrebbero essere trattati con cautela, specialmente se hanno gravi conseguenze. Immaginare i dettagli di un falso evento può incoraggiare la generazione di falsi ricordi. Gli studi hanno dimostrato che le persone che hanno immaginato un evento infantile sono più propensi a credere che sia successo, rispetto a eventi che non hanno immaginato. Questo fenomeno è stato definito "inflazione dell'immaginazione", e dimostra che la semplice immaginazione di un evento può far sembrare più plausibile che sia realmente accaduto. Utilizzando lo stesso paradigma, le persone a cui viene mostrata una fotografia di se stessi come un bambino in un evento che non si è mai verificato possono creare falsi ricordi dell'evento immaginando l'evento nel tempo. Pertanto, ciò implica che sarebbe possibile generare e / o alimentare falsi ricordi in un caso giudiziario. Questa preoccupazione ha portato l'APA a raccomandare cautela nell'accettare memorie di eventi fisicamente o sessualmente abusivi di prima dei 2 anni. Tuttavia raccomanda anche che questi ricordi non siano del tutto scartati, a causa della natura estremamente grave dei crimini ipotizzati.